# Свиноносые змеи
Свиноносые змеи, или крючконосые ужи (лат. Heterodon) — род змей из семейства ужеобразных, обитающий в Северной Америке.

## Описание
Общая длина представителей этого рода колеблется от 30 до 120 см. Голова короткая, массивная. Морда оканчивается вытянутым межчелюстным щитком (разной длины в зависимости от вида). Туловище коренастое. Хвост умеренной длины. Окраска коричневая, красная, бежевая, зелёная, оранжевая с тёмными пятнами.

## Образ жизни
Населяют полупустыни, пустыни, каменистую и поросшую кустарником местность. Активны днём. Питаются земноводными, грызунами, ящерицами. Имеет иммунитет против яда жаб. В то же время яд этих змей не представляет опасности для человека.

## Размножение
Это яйцекладущие змеи. В одной кладке яиц может быть до двадцати, а иногда и более. Как и все змеи, носатка не заботится о вылупившихся детёнышах, которые вполне самодостаточны с первых дней и способны выживать без постороннего участия.

## Распространение
Ареал охватывает юго-западные штаты США и Северную Мексику.

## Классификация
На июль 2018 года в род включают 4 вида:
- Heterodon kennerlyi Kennicott, 1860
- Heterodon nasicus Baird & Girard, 1852 — Свиноносая носатая змея, или западный крючконосый уж
- Heterodon platirhinos Latreille, 1801 — Широконосая восточная змея, или обыкновенный крючконосый уж
- Heterodon simus (Linnaeus, 1766) — Южный крючконосый уж, или южная свиноносая змея

## Галерея

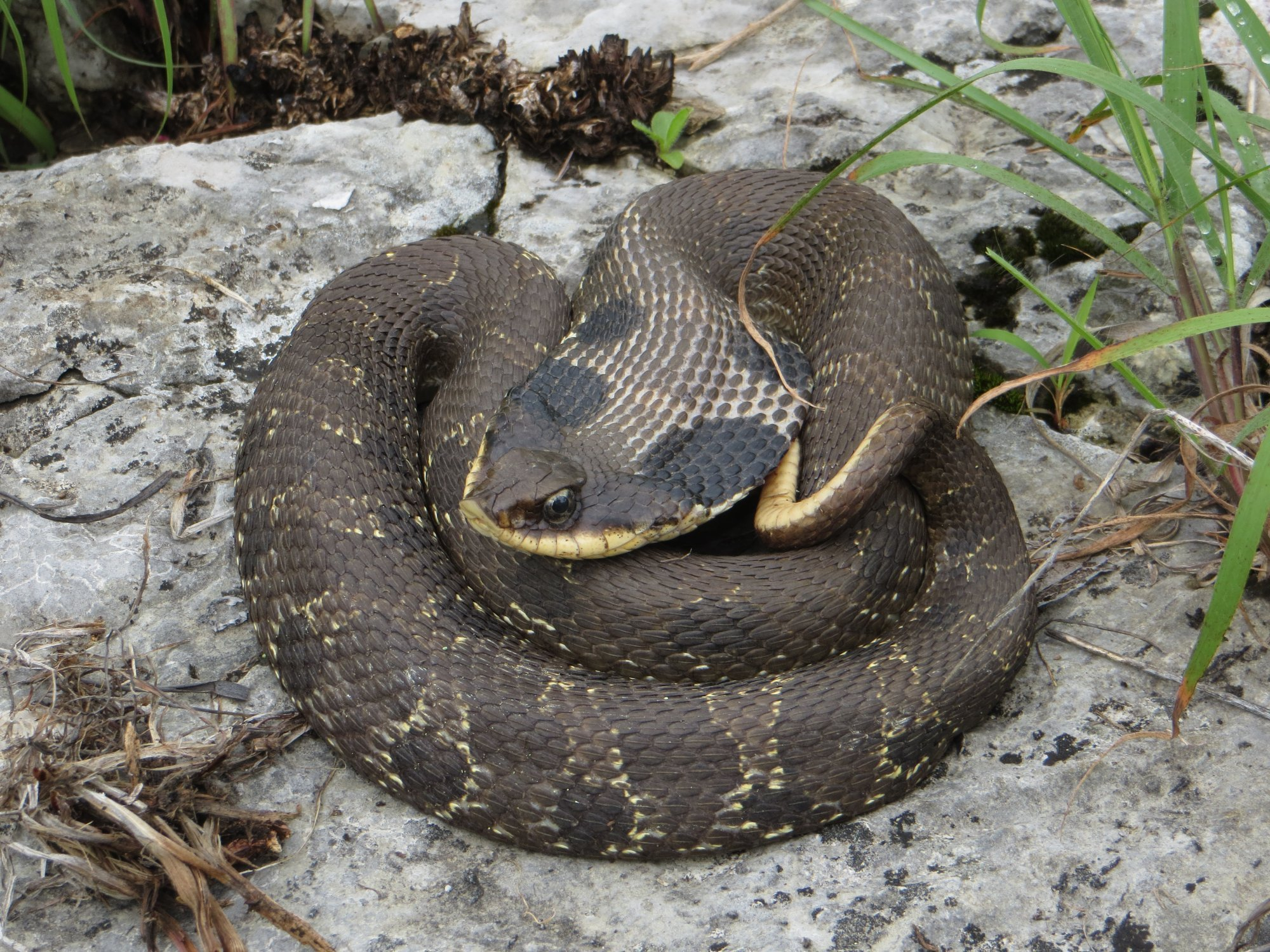
Обыкновенный крючконосый уж
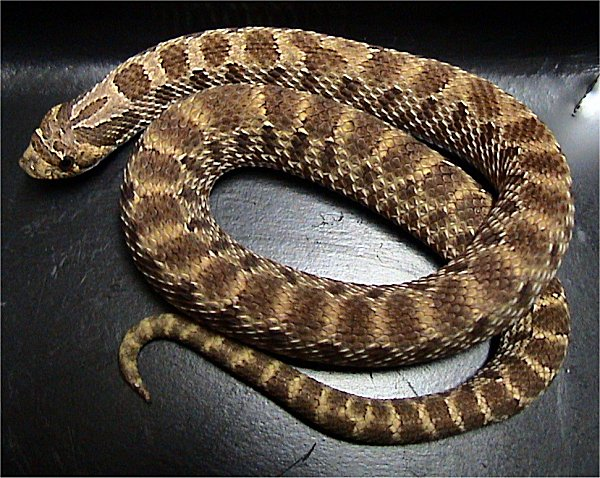
Свиноносая носатая змея
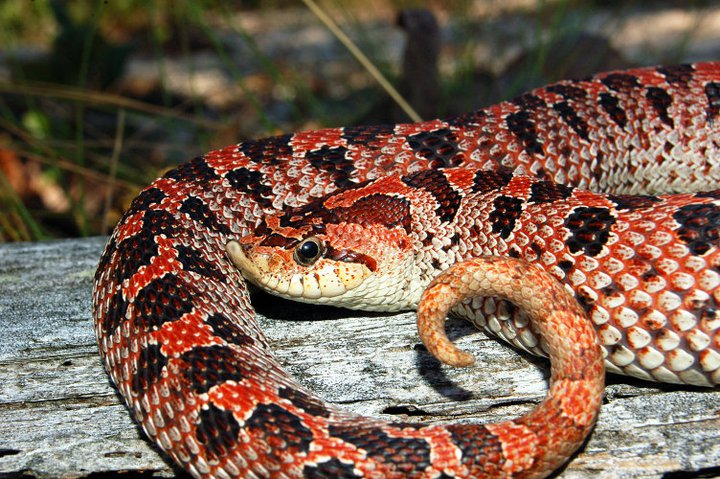
Южный крючконосый уж